# Kantonnale Bank van Obwalden
De Kantonnale Bank van Obwalden (Duits: Obwaldner Kantonalbank) is een Zwitserse kantonnale bank en heeft zijn hoofdzetel in Sarnen in het kanton Obwalden.
De bank werd opgericht in 1886. Per 31 december 2018 had de bank een balanstotaal van 4,8 miljard Zwitserse frank en telde de bank 160 personeelsleden. De deposito's bij de Kantonnale Bank van Obwalden vallen volledig onder een staatswaarborg die wordt gewaarborgd door het kanton Obwalden.
De leden van de raad van bestuur van de bank worden benoemd door de Regeringsraad van Obwalden, de kantonnale regering.
Aargau · Appenzell Innerrhoden · Basel-Landschaft · Basel-Stadt · Bern · Fribourg · Genève · Glarus · Graubünden · Jura · Luzern · Neuchâtel · Nidwalden · Obwalden · Sankt Gallen · Schaffhausen · Schwyz · Thurgau · Ticino · Uri · Vaud · Wallis · Zug · Zürich